# Едвард Зис
Едвард Зис (20. августа 1831, Лондон — 26. априла 1914, Беч) је геолог и еколог немачког порекла који се првенствено бавио проучавањем Алпа. Познат је као творац хипотезе о две главне географске структуре у прошлости — суперконтинента Гондвана и океана Тетис. У екологији је познат као научник који је први употребио појам биосфере, описавши је као концентричну љуску Земље која укључује читав живи свет.
Рођен је у породици саксонских трговаца. Са 3 године се сели у Праг, а са 14 у Беч. Још у младости је био заинтересован за геологију, тако да већ са 19 година објављује свој први научни рад о геологији Карлових Вари. 
Од 1857. године је професор геологије на универзитету у Бечу. Тада постепено почиње да развија мисао о повезаности Африке и Европе; да би на крају је дошао до закључка да су Алпи некада били на дну океана, чиј је остатак данашње Медитеранско море. Иако ова теорија није у потпуности тачна (због тога што је користио сада већ застарелу теорију о геосинклиналама, која није у складу са теоријом о тектоници плоча) он се сматра творцем хипотезе о океану Тетис, коме је и дао име 1893. године
У другом тому своје књиге Das Antlitz der Erde је изнео мишљење да се током геолошких доба ниво океана подизао и спуштао и да је ова појава била повезана међу континентима. Зис је изнео теорију да су се на дну океанских басена постепено таложили седименти тако да се ниво мора постепено подизао, док су се повремено догађала брза слегања дна океана која су повећавала капацитет океана и узроковала нагла опадања нивоа мора.
Његова друга битна теорија је о суперконтиненту Гондвана. Он је на основу појаве фосила семене папрати из рода Glossopteris, који су се налазили у Јужној Америци, Африци и Индији (налазе се и на Антарктику, мада Зис то није знао) претпоставио да су ова три копна некада била повезна у суперконтинент који је назвао Гондвана. Зис је веровао да су океани поплавили ниже пределе овог копна и да су она тако раздвојена. Ово није у складу са данашњим сазнањима у науци и теоријом о тектоници плоча, тако да се данас зна да су се ови копнени делови једноставно раздвојили. Ипак његова теорија је доста слична данашњим сазнањима, тако да су се имена која је он дао одржала до данас.
Едвард Зис се сматра једнм од првих еколога. Објавио је књигу под називом Das Antlitz der Erde (у преводу „Лице земље“), која је била популаран уџбеник много година. У овој књизи Зис је употребио појам биосфера, а 1926. је Владимир Иванович Вернадски дао шире значење овом појму.
Изабран је за члана Шведске краљевске академије наука 1895. године, а 1903. године је од Краљевског друштва добио Коплијеву медаљу.
Кратери на Месецу и на Марсу су названи по њему. Његов син Едвард Зис Франц (1867-1942) је био геолог и управник Царског геолошког института у Бечу.